# Cratere Al-Bakri
Al-Bakri (in arabo البكري‎?) è un piccolo cratere della Luna, intitolato al geografo arabo-spagnolo Abu ʿUbayd al-Bakri, situato sul confine nord occidentale del Mare Tranquillitatis appena al di sotto del braccio orientale del Montes Haemus che confina a nord con il Mare Serenitatis. A est-nordest si trova il grande cratere Plinius. A sud si trovano le rimae delle Rimae Maclear.